# Emotion: Side B
Emotion: Side B (viết cách điệu: E•MO•TION: Side B) là đĩa mở rộng thứ ba của nữ ca sĩ người Canada Carly Rae Jepsen. Sản phẩm được phát hành vào ngày 26 tháng 8 năm 2016 tại thị trường Canada bởi hãng đĩa 604 Records và tại thị trường Hoa Kỳ bởi hai hãng đĩa School Boy Records và Interscope Records. Jepsen đã phát triển Emotion: Side B dưới hình thức một sản phẩm đồng hành cùng album phòng thu thứ ba Emotion (2015) của cô nhằm đáp ứng nhu cầu từ phía người hâm mộ. Emotion: Side B bao gồm các bài hát chưa phát hành vốn đã bị cắt bỏ khỏi album gốc.
Giống như album mẹ, Emotion: Side B mang nặng ảnh hưởng từ dòng nhạc pop thập niên 1980, với phần lời nhạc xoay quanh tình yêu và nỗi đau khi tình cảm tan vỡ. Một số người viết lời và nhà sản xuất âm nhạc của dự án Emotion gốc – trong đó có Greg Kurstin, Dev Hynes và Rami Yacoub – đều tiếp tục đảm nhiệm vai trò của mình trong Emotion: Side B. Sau khi phát hành, EP nhận về nhiều lời tán dương, đồng thời được một số nhà phê bình đưa vào danh sách các sản phẩm âm nhạc xuất sắc nhất năm 2016. EP được tái phát hành độc quyền tại thị trường Nhật Bản dưới tiêu đề Emotion: Side B+; phiên bản này được bổ sung thêm "Cut to the Feeling" – một đĩa đơn mà Jepsen thực hiện cho phim điện ảnh Vũ điệu thần tiên (2016) của Canada và Pháp.

## Phát triển
Quá trình thực hiện album phòng thu thứ ba Emotion (2015) của Jepsen kéo dài gần ba năm. Cô đã sáng tác tổng cộng hơn 250 bài hát trong suốt khoảng thời gian này. Kể từ khi khởi động dự án tại Los Angeles, nữ ca sĩ bắt đầu rời xa những buổi sáng tác "tổng thể" – nơi nhiều công việc đều được thực hiện cùng lúc nhưng không đầu việc nào thực sự đạt chất lượng tốt, và cô cũng gần như không thể đóng góp dưới vai trò chính. Sau khi hoàn thành ca khúc chủ đề mang tên "Emotion", cô nhận ra bài hát này chắc chắn sẽ nằm trong album phòng thu thứ ba của mình, và chính bài hát chính là thể loại nhạc mà cô sẽ theo đuổi trong album mới. Jepsen bày tỏ với hãng đĩa Schoolboy Records mong muốn được phát hành 40 bài hát cho album vì cô cho rằng các bài hát này đều "cần thiết" để tạo nên một album hoàn chỉnh và đều không đáng bị loại bỏ. Khi đến thời điểm cần phải sắp xếp lại danh sách bài hát cho Emotion, sau nhiều cuộc thảo luận, hãng đĩa của Jepsen đã đưa ra con số giới hạn là 17 bài cho phiên bản Deluxe Edition, điều này đã gây ra rất nhiều khó khăn cho chính nữ ca sĩ. Cô sau đó chia sẻ:
"Danh sách bài hát mà tôi đã thiết kế cho Emotion có lẽ đã thay đổi tới sáu lần. Tôi có một cái bảng nhỏ giống kiểu giá vẽ [...] và khi trở về nhà sau mỗi buổi thu âm tôi sẽ viết lên đó một bài hát mà tôi thích – thay vì phải tự quyết định bài hát nào sẽ bị loại bỏ. Tôi đã đập đi xây lại và chỉnh sửa nó gần như hàng tuần."
Emotion sau đó được phát hành vào tháng 6 năm 2015 và không nhận được nhiều thành công về mặt thương mại – dù cho sản phẩm nhận được một lượng lớn những đánh giá tích cực từ giới chuyên môn. Tự album đã tạo ra một lượng người hâm mộ trung thành riêng biệt và Jepsen đã trở thành một "nàng thơ indie". Jepsen bắt đầu chuyến lưu diễn Gimmie Love Tour để quảng bá cho album vào cuối năm 2015 và dần để ý tới việc người hâm mộ của mình liên tục yêu cầu phát hành một phiên bản "Emotion 2.0" – điều này diễn ra lặp đi lặp lại xuyên suốt chuyến lưu diễn. Đây chính là một trong những nguồn cảm hứng để cô cho ra mắt Emotion: Side B. Trong lúc trò chuyện với đài phát thanh WMSC vào tháng 3 năm 2016, Jepsen đã bày tỏ mong muốn được phát hành những bài hát bị bỏ quên, đồng thời tiết lộ mình đang dự tính cho ra mắt một sản phẩm theo kiểu Emotion 2.0. Một album phối lại mang tên Emotion Remixed + được phát hành độc quyền tại thị trường Nhật Bản vào ngày 2 tháng 3 năm 2016, với sự xuất hiện của hai bài hát "First Time" và "Fever" vốn chưa từng được phát hành trước đó. Hai bài hát này bắt đầu được nữ ca sĩ trình diễn trực tiếp kể từ đợt lưu diễn thứ hai tại Mỹ, thuộc khuôn khổ của Gimmie Love Tour.

## Biên soạn

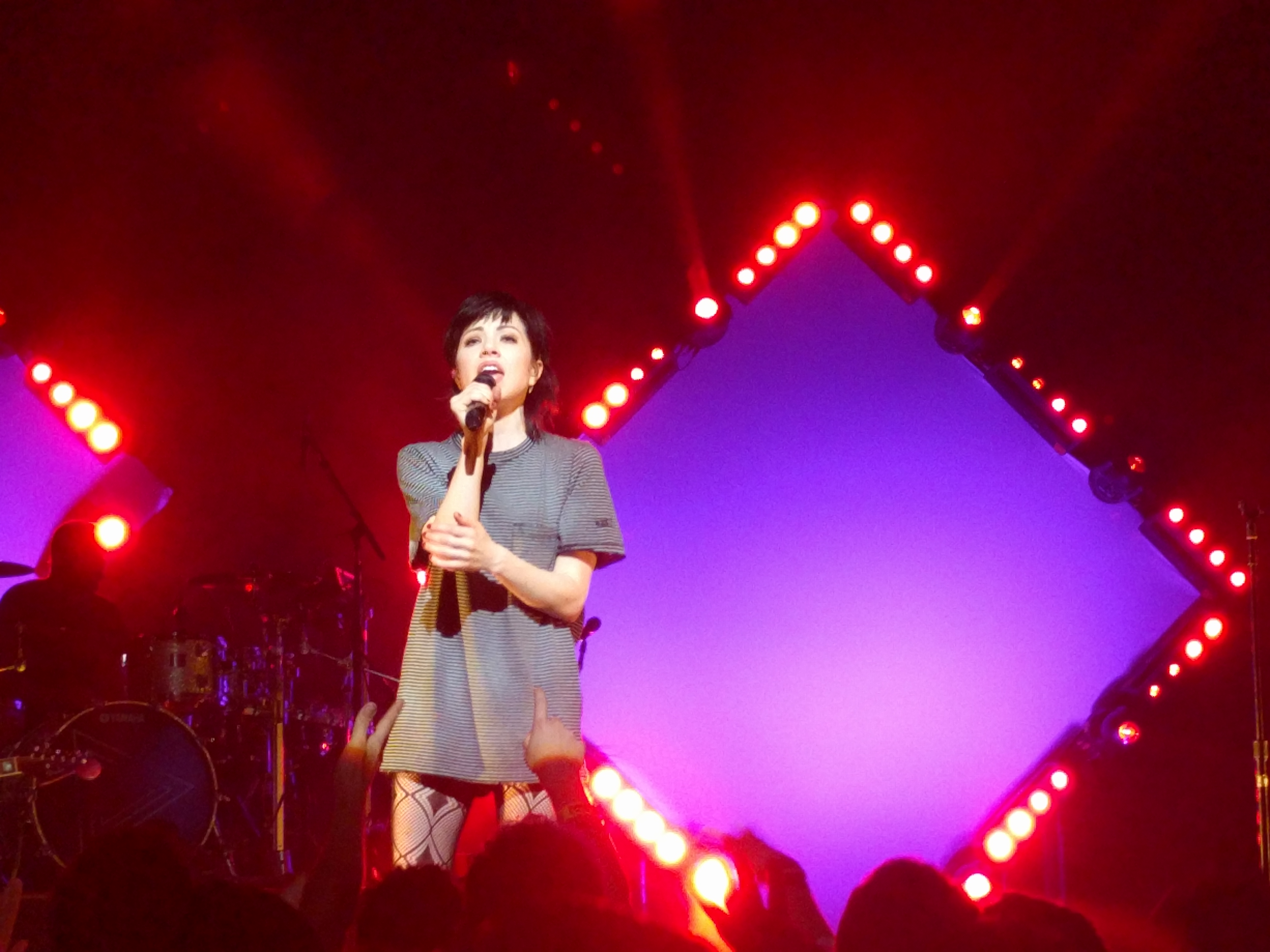
Jepsen trong chuyến lưu diễn Gimmie Love Tour ở San Francisco vào ngày 27 tháng 2 năm 2016.

EP mở đầu bằng đoạn ghi âm bị bóp méo của đoạn điệp khúc bài hát "First Time" – đồng sáng tác bởi cùng một đội ngũ đã thực hiện đĩa đơn "Your Type" của Jepsen. Đây là một bài hát synth-funk mang chút hơi thở của "Crush on You" do ban nhạc The Jets trình bày, với phần nhạc nền đậm chất bubblegum pop tương phản hoàn toàn với những lời cầu xin hàn gắn lại một mối quan hệ mà Jepsen đã thể hiện. Trong "Higher" – bài hát thứ hai của EP – Jepsen hát về một mối quan hệ mà cô như bị cuốn theo hoàn toàn. Cây bút Brad Nelson của Pitchfork gọi ca khúc này là "bài hát đậm 'tình' nhất" trong tất cả những bài hát mà Emotion đã đem đến. "Higher" được xây dựng dựa trên âm synth "sủi bọt ga" và trống New Wave. Nelson mô tả phần sản xuất của ca khúc với "kết cấu sắc nét, rối rắm tựa một bài hát của Scritti Politti", trong khi Esther Zuckerman của The A.V. Club thì ví bài hát như một tác phẩm của Robyn.
"The One" được mô tả là một bài hát với "âm synthwave nhẹ bật nảy" mà trong đó Jepsen hát về việc lảng tránh những lời thề thốt. "Fever" được đặt ở khoảng thời gian "kỳ lạ và không ổn định" trước thời khắc chia tay, khi Jepsen thú nhận đã lấy trộm chiếc xe đạp của bạn trai và tự đạp đến ngôi nhà bỏ không của anh ta. Nelson nhìn nhận rằng bài hát như bị "hút vào nhịp đập của trống bass", ám chỉ đến sự vắng mặt của bạn trai Jepsen. Jessica Goodman từ Entertainment Weekly thì cho rằng "Fever" là một ca khúc nổi bật và bản thân bài hát cũng rất khó để hát karaoke theo. "Body Language" được nhấn nhá bằng nhịp trống 808 và tiếng vỗ tay. "Cry" là một bản ballad có nhịp độ trung bình kể về một người bạn trai vô cảm; bản thân bài hát cũng khiến người nghe gợi nhớ lại về thể loại nhạc Italo disco của Ý. Bài hát sử dụng âm synth bass "vừa đủ câm để đảo ngược hiệu ứng thông thường của nó, tạo ra một cảm giác nhẹ bẫng".
Năm 2011, Jepsen tham gia vào một chiến dịch phản đối thuốc lá cho liên minh sức khoẻ BC Healthy Living Alliance của tỉnh bang quê nhà British Columbia, được gọi là "Quitters Unite"; chiến dịch này sử dụng một sáng tác chưa từng được phát hành trước đó của Jepsen mà sau này đã được sản xuất lại thành ca khúc "Store" trong Emotion: Side B. Một số nhà phê bình đã ví tính chất "quái dị" của bài hát như một "cú lừa sai lầm" về việc bước ra khỏi một mối quan hệ, và phần lời hát được thể hiện một cách cẩn thận lại được đặt xen kẽ với một đoạn điệp khúc "đánh thức dữ dội". Maura Johnston của Rolling Stone đã miêu tả bài hát như một lá thư Dear John mà bạn có thể nhún nhảy theo.

## Phát hành
Jepsen đã chúc Emotion có một "[ngày kỷ niệm] hạnh phúc" trên mạng xã hội vào ngày 21 tháng 8 năm 2016, đồng thời thông báo rằng có một "món quà" mà cô đang ấp ủ. Nữ ca sĩ đã đăng tải ảnh bìa của EP trong cùng bài đăng đó. Vào tuần trước khi phát hành EP, mỗi ngày Jepsen đều đăng một đoạn giới thiệu bài hát khác nhau trên một số nền tảng mạng xã hội. Danh sách bài hát được tiết lộ vào ngày 24 tháng 8 năm 2016 thông qua nhà bán lẻ 7digital Canada. Một ghi chú cá nhân từ Jepsen kèm theo bản phát hành của Emotion: Side B vào ngày 26 tháng 8 năm 2016 cho thấy cô muốn bày tỏ lòng biết ơn cùng mong muốn đáp lại sự ủng hộ của người hâm mộ.
Emotion: Side B được phát hành giới hạn vào ngày 9 tháng 9 năm 2016, với các phiên bản đĩa vật lý kèm chữ ký, đồng thời được mở bán dưới định dạng đĩa than vào ngày 16 tháng 12 năm 2016. Mặc dù không có đĩa đơn nào được phát hành để quảng bá trực tiếp cho EP, nhưng "First Time" trước đó đã được phát hành dưới dạng đĩa đơn quảng bá cho album phối khí Emotion Remixed + và đã đạt vị trí thứ 71 trên bảng xếp hạng Billboard Japan Hot 100. Ngày 13 tháng 9 năm 2017, thị trường Nhật Bản phát hành phiên bản đĩa CD vật lý độc quyền mang tên Emotion: Side B+ với phần bìa đĩa được sửa đổi cùng danh sách bài hát được bổ sung thêm đĩa đơn "Cut to the Feeling" – một đĩa đơn mà Jepsen thực hiện cho phim điện ảnh Vũ điệu thần tiên (2016). "Cut to the Feeling" sau đó đạt vị trí thứ 13 trên bảng xếp hạng Billboard Japan Hot 100 – đây vị trí cao nhất mà bài hát có được trên thị trường âm nhạc toàn cầu.

## Đánh giá chuyên môn
| Đánh giá chuyên môn  | Đánh giá chuyên môn |
| Điểm trung bình      | Điểm trung bình     |
| Nguồn                | Đánh giá            |
| -------------------- | ------------------- |
| Metacritic           | 80/100              |
| Nguồn đánh giá       |                     |
| Nguồn                | Đánh giá            |
| AllMusic             | [ 35 ]              |
| Entertainment Weekly | A–                  |
| Exclaim!             | 8/10                |
| Pitchfork            | 7,1/10              |
| Sputnikmusic         | 4/5                 |
| The 405              | 5,5/10              |

Trên Metacritic, một trang mạng tổng hợp điểm đánh giá trung bình của các nhà phê bình với thang điểm 100, Emotion: Side B nhận được điểm trung bình là 80 dựa trên 6 bài đánh giá, hầu hết là những đánh giá tích cực. Pitchfork đã cho EP số điểm 7,1 – gần với điểm số 7,4 cho album gốc Emotion – và nhà phê bình Brad Nelson nhìn nhận EP này giống như một sự "tiếp nối" của album mẹ hơn là một bộ sưu tập những bài hát mặt B thông thường: "[đây] là những bài hát pop, lộng lẫy và đúng trọng tâm, nhưng chúng cũng là những khoảng trống cực kỳ đệ quy, những nén bạc của thời gian, những nỗi đau vô ngần nhỏ nhoi." Nelson khen ngợi "tài năng" của Jepsen trong việc duy trì "sự gần gũi giữa người với người" trong những bài hát mang cảm giác "phi thường". Jessica Goodman của Entertainment Weekly cũng đưa ra kết luận tương tự về phong cách nhạc pop riêng biệt của Jepsen và khen ngợi việc phát hành EP vào cuối mùa hè: "Thời điểm ấy cho thấy cô chẳng màng tới việc mình có lại trở thành ong chúa của làng nhạc pop hay không – cô ấy chỉ muốn tạo ra bữa tiệc tuyệt vời nhất trong khu phố mà thôi. Emotion: Side B tựa như một cú đánh: đủ thân mật mà vẫn đậm tính bao hàm".
Viết cho Exclaim!, Jill Krajewski nhận định: "Nếu như quá trình phát hành Emotion đã [khiến Jepsen] phải suy nghĩ quá nhiều, thì Side B lại cho thấy Jepsen đang đi đến một nhận thức ngọt ngào: Đừng có mà suy nghĩ lại nhiều lần". Nhà báo này khen ngợi EP vì "tiềm năng" lớn và đồng thời cũng cân nhắc xem liệu các bài hát "có phải đều là những bản thiết kế khác của "Run Away with Me" hay không, những bản nháp đầu tiên của một đĩa đơn đều là phương tiện để xác định tầm cỡ của [Emotion]. Chưa hết, ở trạng thái thô, chúng mới cho ta thấy được một Jepsen ở trạng thái mạnh mẽ và bung tỏa nhất." Trong một bài đánh giá trái chiều, Mark Matousek của The 405 nhận định Emotion: Side B đã thể hiện rõ nét quá trình sáng tạo một sản phẩm của Jepsen. [Đĩa nhạc] cho phép chúng tôi nhìn ra những [...] khía cạnh thô hơn của công việc lao động sáng tạo âm nhạc." Nelson của Pitchfork cũng chia sẻ cùng một nhận định và cả hai nhà phê bình đều nhận thấy bài hát "Body Language" và "Store" vẫn còn một số thiếu sót nhất định.

### Giải thưởng
| Ấn phẩm              | Năm  | Vinh danh                                  | Thứ hạng | Nguồn  |
| -------------------- | ---- | ------------------------------------------ | -------- | ------ |
| Idolator             | 2016 | 10 EP và mixtape hay nhất năm 2016         | 1        | [ 39 ] |
| MuuMuse              | 2016 | 20 album hàng đầu của năm 2016             | 5        | [ 40 ] |
| Rolling Stone        | 2016 | 20 album nhạc pop xuất sắc nhất năm 2016   | 6        | [ 16 ] |
| Gorilla vs. Bear     | 2016 | Album của năm 2016                         | 43       | [ 41 ] |
| The Skinny           | 2016 | 50 album hay nhất năm 2016                 | 49       | [ 42 ] |
| Time Out London      | 2016 | Những album hay nhất năm 2016              | 19       | [ 43 ] |
| Exclaim!             | 2016 | 10 EP hay nhất năm                         | 2        | [ 44 ] |
| Pretty Much Amazing  | 2016 | 60 album hay nhất năm 2016                 | 25       | [ 45 ] |
| Stereogum            | 2016 | 25 EP tuyệt vời từ năm 2016                | —        | [ 46 ] |
| The A.V. Club        | 2016 | Album của năm                              | —        | [ 47 ] |
| Pitchfork            | 2016 | 20 album pop và R&B hay nhất năm 2016      | —        | [ 48 ] |
| Teen Vogue           | 2016 | 15 album hay nhất năm 2016                 | —        | [ 49 ] |
| Entertainment Weekly | 2016 | 100 bài hát của năm 2016 – "Body Language" | 31       | [ 50 ] |
| Spin                 | 2016 | 101 bài hát của năm 2016 – "Fever"         | 74       | [ 51 ] |
| The Fader            | 2016 | 100 bài hát của năm 2016 – "Store"         | 87       | [ 52 ] |

## Biểu diễn thương mại
Emotion: Side B ra mắt ở vị trí thứ 55 tại quê hương Canada của Jepsen và vị trí thứ 74 tại Úc. Tại Hoa Kỳ, EP ra mắt ở vị trí thứ 62 trên bảng xếp hạng Billboard 200 với 9.000 đơn vị album tương đương được tiêu thụ trong tuần đầu tiên phát hành, trong đó có 7.262 đơn vị đến từ doanh số bán thuần. Sản phẩm cũng ra mắt cùng tuần ở vị trí thứ 26 trên bảng xếp hạng Billboard Top Album Sales.

## Danh sách bài hát
| STT              | Nhan đề          | Sáng tác                                                            | Sản xuất         | Thời lượng |
| ---------------- | ---------------- | ------------------------------------------------------------------- | ---------------- | ---------- |
| 1.               | "First Time"     | Carly Rae Jepsen Rami Yacoub Carl Falk Wayne Hector                 | Falk Rami        | 3:35       |
| 2.               | "Higher"         | Greg Kurstin Claude Kelly                                           | Kurstin          | 3:54       |
| 3.               | "The One"        | Jepsen Kyle Shearer Nate Campany                                    | Shearer          | 3:23       |
| 4.               | "Fever"          | Jepsen Shearer Campany Saul Alexander Castillo Vasquez              | Shearer          | 3:05       |
| 5.               | "Body Language"  | Jepsen Tom Barnes Ben Kohn Pete Kelleher Devonté Hynes Tavish Crowe | TMS              | 2:53       |
| 6.               | "Cry"            | Jepsen Nick Ruth Crowe                                              | Ruth             | 3:56       |
| 7.               | "Store"          | Jepsen Christopher J Baran Campany Ben Romans                       | CJ Baran Romans  | 3:12       |
| 8.               | "Roses"          | Jepsen Ryan Stewart                                                 | Shearer Stewart  | 3:40       |
| Tổng thời lượng: | Tổng thời lượng: | Tổng thời lượng:                                                    | Tổng thời lượng: | 27:38      |

| Emotion: Side B+ | Emotion: Side B+     | Emotion: Side B+                   | Emotion: Side B+ | Emotion: Side B+ |
| STT              | Nhan đề              | Sáng tác                           | Sản xuất         | Thời lượng       |
| ---------------- | -------------------- | ---------------------------------- | ---------------- | ---------------- |
| 1.               | "Cut to the Feeling" | Jepsen Nolan Lambroza Simon Wilcox | Sir Nolan        | 3:28             |
| Tổng thời lượng: | Tổng thời lượng:     | Tổng thời lượng:                   | Tổng thời lượng: | 31:06            |

## Đội ngũ sản xuất
Danh sách đội ngũ sản xuất dựa trên thông tin ghi chú trong Emotion: Side B.
- Carly Rae Jepsen – giọng hát
- Mitch McCarthy – hoà âm (bài 3–8)
- Gene Grimaldi – master

## Xếp hạng
| Bảng xếp hạng (2016)                 | Vị trí xếp hạng cao nhất |
| ------------------------------------ | ------------------------ |
| Australian Albums (ARIA)             | 74                       |
| Album Canada (Billboard)             | 55                       |
| Album Ireland (IRMA)                 | 89                       |
| New Zealand Heatseeker Albums (RMNZ) | 8                        |
| Album Anh Quốc (OCC)                 | 182                      |
| Album Hoa Kỳ Billboard 200           | 62                       |
| US Top Album Sales (Billboard)       | 26                       |

## Lịch sử phát hành
| Quốc gia | Ngày                | Định dạng   | Hãng đĩa             | Nguồn  |
| -------- | ------------------- | ----------- | -------------------- | ------ |
| Hoa Kỳ   | 26 tháng 8 năm 2016 | Tải nhạc số | Schoolboy Interscope | [ 61 ] |
| Hoa Kỳ   | 9 tháng 9 năm 2016  | CD          | Schoolboy Interscope | [ 29 ] |
| Canada   | 3 tháng 3 năm 2017  | Đĩa than    | 604                  | [ 62 ] |